# Серпокрилець ліберійський
Серпокрилець ліберійський (Apus batesi) — вид птахів родини серпокрильцевих (Apodidae). Поширений у Західній Африці.

## Поширення
Вид поширений в Ліберії та Гвінеї, потім частково на схід до Гани, Нігерії та Камеруну, на південь до Габону та півночі Республіки Конго. Його присутність у Сьєрра-Леоне не підтверджена, як і повідомлення зі східної Демократичної Республіки Конго.

## Опис
Це маленький, тонкий стриж із глибоко роздвоєним хвостом, який часто тримають зімкнутим, утворюючи вістря. Має блискуче чорне оперення з невиразною блідою плямою на горлі. Довжина тіла становить 14 см. 